# 四大银行
四大銀行是对最具代表性的四間銀行的習慣性統稱，一般是資產或業務量或規模排行前面的銀行。

## 国际上
在国际上，“四大银行”一词传统上指的是四家中央银行：
- 英格兰银行
- 美联储
- 日本银行
- 欧洲中央银行

## 中国大陆
现今更普遍流行的称法是“四大国有商业银行”或“工中建农”，他们分别是：
- 中国工商银行
- 中国银行
- 中国建设银行
- 中国农业银行

20世纪20年代时，中华民国的四大银行可以指北方的四家最资本化的商业银行，即“北四行”。他们分别是鹽業銀行、金城銀行、大陸銀行和中南銀行，与之对应的还有中国南方的“南三行”——上海商業儲蓄銀行、浙江興業銀行和浙江實業銀行。到1949年前，中华民国的四大银行则是中央銀行、中國銀行、中國農民銀行及交通銀行。他们与中央信托局、邮政储金汇业局和中央合作金库这些金融机构一起并称为“四行两局一库” 。

## 香港
香港四大銀行通常是指：
- 香港上海滙豐銀行
- 恒生銀行
- 中國銀行（香港）
- 渣打銀行（香港）

## 澳門
澳門四大銀行則指：
- 中國銀行澳門分行
- 工銀澳門
- 大豐銀行
- 大西洋銀行

## 美國
在美国，四大银行吸纳了全美39%的消费者存款（2009年数据），他们包括：
- 大通银行
- 富国银行
- 美国银行
- 花旗银行

## 不列顛群島
英國四大商業銀行則指滙豐英國、蘇格蘭皇家銀行、巴克萊銀行及萊斯銀行，有時再加上HBOS組成五大。
- 如只計算英格蘭及威爾斯部份人則指滙豐英國、萊斯銀行、國民西敏銀行、及巴克萊銀行，HBOS由及承建商哈里法克斯合併而成並較萊斯銀行大，但媒體仍以後者為大。
- 如只計算蘇格蘭則指蘇格蘭銀行（現與哈里法克斯（英语：Halifax (United Kingdom bank)）合併組成HBOS，但蘇格蘭銀行仍在營運）、蘇格蘭皇家銀行（現今蘇格蘭最大銀行）、克萊茲戴爾銀行（現已成為澳洲國民銀行子公司）及萊斯銀行蘇格蘭業務。
- 如只計算北愛爾蘭則指阿爾斯特銀行、愛爾蘭銀行、丹斯克銀行及愛爾蘭聯合銀行（北愛爾蘭）。

## 日本
- 三菱日聯金融集團
- 三井住友金融集團
- 瑞穗金融集團
- 里索那控股

## 南韓
- 韓亞銀行
- 新韓銀行
- 友利銀行
- 國民銀行

## 澳洲
在澳洲，四大银行指的是根据市场份额排名最大的四所银行，他们分别是：
- 澳洲國民銀行
- 澳洲聯邦銀行
- 西太平洋銀行

澳洲联邦政府的一项长期政策是维持此四大银行并存的状况，称为“四大支柱”政策。2008-09年的全球金融危机中，四大银行兼并了数家其它较小的银行，巩固了此四家银行独大的状况。

## 紐西蘭
- 澳新銀行
- 奧克蘭儲蓄銀行
- 新西蘭銀行
- 西太平洋銀行

## 法國
- 法国农业信贷银行
- 法国巴黎银行
- 法国兴业银行
- 法国BPCE银行集团

## 瑞典
瑞典四大銀行：
- Swedbank（於1990年代後期合併自Sparbanken及Föreningsbanken）
- Nordea（由多間北歐地區銀行組成）
- SEB
- Svenska Handelsbanken

## 越南
越南四大銀行則指：
- 越南投資發展銀行，BIDV
- 越南外貿股份商業銀行，VIETCOMBANK
- 越南工商銀行，VIETINBANK
- 越南農業農村發展銀行，AGRIBANK

## 印度
印度四大銀行是指有影響力最大的四間銀行集團：
- 印度國家銀行，SBI
- ICICI銀行，原名印度工業信貸投資銀行
- 旁遮普国家银行，Punjab National Bank
- HDFC Bank

## 南非
南非四大銀行可指：
- 第一國家銀行（英语：First National Bank (South Africa)）
- 南非聯合銀行（英语：ABSA Group Limited）
- 標準銀行
- 萊利銀行（英语：Nedbank）